# Meat Loaf

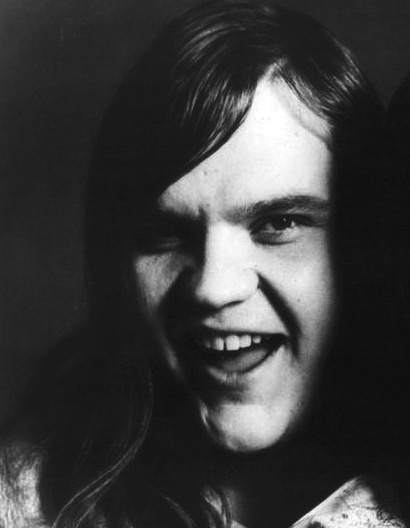
Meat Loaf, 1971.

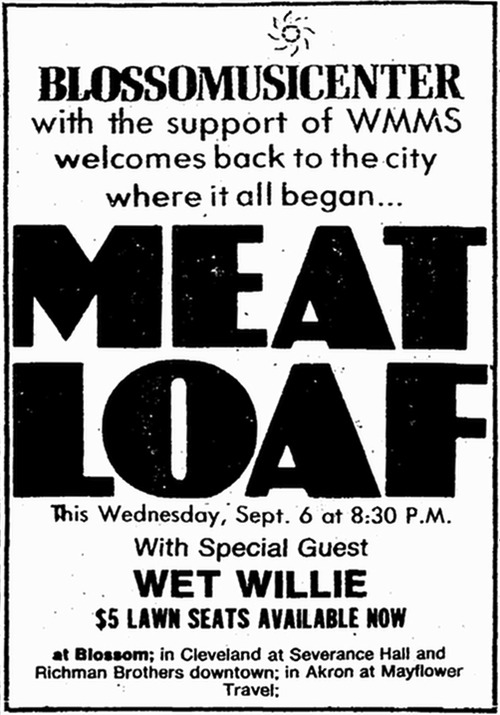
Poster till en konsert 1978.

Michael Lee Aday (ursprungligen Marvin Lee Aday), känd under artistnamnet Meat Loaf, född 27 september 1947 i Dallas i Texas, död 20 januari 2022 i Nashville, Tennessee, var en amerikansk rocksångare och skådespelare. Som musiker var Meat Loaf bland annat känd för de två albumen Bat Out of Hell, världens 3:e mest sålda album genom tiderna, och Bat Out of Hell II: Back Into Hell, tillsammans med låtskrivaren och producenten Jim Steinman.

## Biografi

### Uppväxt och tidig karriär
Meat Loaf föddes och växte upp i Dallas i Texas. Hans mor var lärare och gospelsångerska och hans far var polisman men också gravt alkoholiserad. Enligt hans självbiografi brukade Meat Loaf som barn få följa med sin mor i bilen när hon åkte runt och letade efter fadern på olika barer. Det ska också ha varit fadern som först kallade honom Meat Loaf ("köttfärslimpa"). Meat Loaf har senare gett flera olika versioner av var namnet kommer från i olika intervjuer. 
1967 flyttade han till Los Angeles där han bildade sitt första band, Meat Loaf Soul. Bandet, som senare bytte namn till Popcorn Blizzard och The Floating Circus, spelade som förband åt bland andra The Who, The Stooges och The Kinks men släppte aldrig några skivor.
Efter att bandet upplösts fick Meat Loaf 1969 rollen som Ulysses S. Grant i Los Angeles-uppsättningen av musikalen Hair. Han följde sedan med när musikalen flyttade till Detroit. Här kom han i kontakt med skivbolaget Motown som lät honom spela in sitt första studioalbum, Stoney & Meatloaf, tillsammans med Stoney Murphy, också hon från Hair.
Efter Hair hade han bland annat roller i Rainbow och The Rocky Horror Show, samt i filmatiseringen av den senare. På en audition för en annan musikal, More Than You Deserve i New York, träffade han för första gången sin framtida samarbetspartner Jim Steinman. 1976 sjöng han också 5 av 9 låtar på Ted Nugents album Free-for-All "Writing on the Wall", "Street Rats", "Together", "Hammerdown", och "I Love You So I Told You a Lie".

### Genombrottet
Efter More Than You Deserve hade Jim Steinman arbetat med ett nytt musikalprojekt kallat Neverland. Det blev inte mycket av det men flera av låtarna från projektet tog han med sig när han och Meat Loaf började jobba med albumet Bat Out of Hell. Todd Rundgren värvades som producent men man hade stora problem med att hitta ett skivbolag villigt satsa på det. Till slut nappade Epic Records och skivan gavs ut 1977. Det var ingen omedelbar hit men försäljningssiffrorna ökade successivt, mycket tack vare ett intensivt turnerande, och albumet har sedan sålts i över 40 miljoner exemplar vilket gör det till ett av de bäst säljande någonsin.
Jim Steinman skrev en uppföljare, Bad for Good, men Meat Loaf kunde, på grund av fysiska och psykiska problem, inte sjunga. Jim Steinman tröttnade och spelade in den själv istället. Meat Loaf fick en roll i filmen Roadie och 1981 var han redo att släppa nästa album, Dead Ringer. Jim Steinman skrev låtarna men hade inte mycket mer med albumet att göra. Skivan innehöll bland annat hiten Dead Ringer for Love, en duett med Cher. Under 1980-talet släppte han sedan ytterligare tre något mindre lyckade album, Midnight at the Lost and Found (1983), Bad Attitude (1984) och Blind Before I Stop (1986). Efter fiaskot med Blind Before I Stop förklarades han i konkurs.

### Comebacken

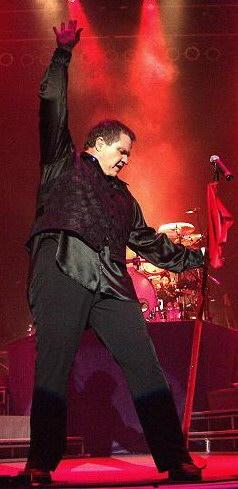
Meat Loaf under en konsert i New York 2004.

För att få karriären på fötter igen började Meat Loaf turnera, först mindre ställen som pubar och klubbar men efterhand började han få tillbaka sin publik. Det hela utmynnade i livealbumet Live at Wembley som spelades in 1987 på Wembley Arena.
1990 återförenades Meat Loaf med Jim Steinman och resultatet blev Bat Out of Hell II: Back Into Hell som släpptes 1993. Det gjorde snabbt stor succé och har sålt i över 15 miljoner exemplar. Singeln "I'd Do Anything for Love (but I Won't Do That)" blev Meat Loafs största hit hittills och nådde förstaplatsen på singellistan i både USA och Storbritannien, liksom i en rad ytterligare länder. Den gav också Meat Loaf en grammy för "Best Rock Vocal". 1995 följde han upp med Welcome to the Neighborhood som även den sålde bra, trots endast två spår av Steinman. Istället anlitades bland annat Diane Warren som låtskrivare. Låten "I'd Lie for You (And That's the Truth)" skriven av henne blev en hit. Det dröjde sedan fram till 2003 innan nästa studioalbum, Couldn't Have Said It Better, kom. Albumet var relativt anonymt även om det sålde hyfsat inte minst i Storbritannien.
Det hade nu länge ryktats om ett tredje "Bat", och 2006 realiserades detta. Bat Out of Hell III: The Monster Is Loose släpptes i oktober detta år. Till mångas besvikelse var dock inte Steinman inblandad i samma utsträckning som tidigare, tomrummet efter denne fylldes istället framförallt av låtskrivaren och producenten Desmond Child. Albumet föregicks av en rättstvist mellan Steinman, som ägde rättigheterna till namnet "Bat Out of Hell", och Meat Loaf, som ville använda det till sitt album. Tvisten löstes genom att Meat Loaf fick använda namnet för detta album men att Steinman även fortsättningsvis skulle ha rätten till det.

### Skådespelarkarriär
Parallellt med sin musikerkarriär har Meat Loaf också medverkat i en rad filmer. Mest känd är han kanske för rollerna som Eddie i Rocky Horror Picture Show från 1975 och Robert 'Bob' Paulson i Fight Club från 1999. Han har även medverkat i filmen Tenacious D: Världens bästa rockband, där han spelar Jack Blacks far, samt i ytterligare ett 50-tal filmer och TV-serier, de flesta som biroller.

### Privatliv
Meat Loaf hette från början Marvin Lee Aday. År 1984 bytte han dock namn till Michael. Ett skäl som han angav var en Levi's-reklam från hans barndom som innehöll frasen "Poor fat Marvin can't wear Levi's". Vanligtvis föredrog han dock att bli kallad Meat.
Mellan 1975 och 2001 var Meat Loaf gift med Leslie Aday. Tillsammans fick de dottern Amanda Aday. Hustrun hade också en dotter sedan tidigare, Pearl, som Meat Loaf adopterade. Pearl har sjungit på några av Meats Loafs skivor, bland annat duetten "Man of Steel", från albumet Couldn't Have Said It Better. Meat Loaf gifte om sig med Deborah Gillespie 2007.
Meat Loaf var färgblind och hade diabetes. Han hade haft hjärtproblem och fick genomgå en operation efter att ha kollapsat under en konsert 2003. Han hade enligt egen utsago haft 17 hjärnskakningar.

## Diskografi

### Studioalbum
- 1971 – Stoney & Meatloaf (med Shaun Murphy)
- 1977 – Bat Out of Hell
- 1981 – Dead Ringer
- 1983 – Midnight at the Lost and Found
- 1984 – Bad Attitude
- 1986 – Blind Before I Stop
- 1993 – Bat Out of Hell II: Back Into Hell
- 1995 – Welcome to the Neighborhood
- 2003 – Couldn't Have Said It Better
- 2006 – Bat Out of Hell III: The Monster Is Loose
- 2010 – Hang Cool Teddy Bear
- 2011 – Hell in a Handbasket
- 2016 – Braver Than We Are

### Samlingar och livealbum
- 1985 – Hits Out of Hell
- 1987 – Live at Wembley
- 1996 – Live Around the World
- 1996 – Rock 'n' Roll Hero
- 1997 – The masters
- 1998 – The Very Best of Meat Loaf
- 1999 – VH1 Storytellers
- 2003 – Heaven Can Wait: The Best Of
- 2004 – Bat Out of Hell: Live With the Melbourne Symphony
- 2003 – 3 Bats Live

## Filmografi (urval)
- 1975 – The Rocky Horror Picture Show
- 1980 – Roadie
- 1992 – Mirakel till salu
- 1995 – To Catch a Yeti
- 1998 – Black Dog
- 1998 – The Mighty
- 1999 – Crazy in Alabama
- 1999 – Fight Club
- 2000 – Blacktop
- 2001 – Rustin
- 2001 – The 51st state
- 2006 – Tenacious D: Världens bästa rockband
- 2006 – BloodRayne
- 2018 – Ghost Wars